# Blackburnium cooperi
Blackburnium cooperi är en skalbaggsart som beskrevs av Henry Fuller Howden 1979. Blackburnium cooperi ingår i släktet Blackburnium och familjen Bolboceratidae. Inga underarter finns listade.